# Одноэлементные фокусирующие излучатели ультразвука
Одноэлементные фокусирующие излучатели ультразвука — это устройства, создающие фокусированные ультразвуковые пучки и выполненные в виде одиночного пьезоэлектрического излучающего элемента, поверхности которого в большинстве случаев придана сферическая или цилиндрическая форма. Наибольшее распространение получили так называемые сферические фокусирующие излучатели, представляющие собой по форме сферический сегмент в виде чаши, диаметр которой намного превышает длину волны ультразвука. В таких системах сходящийся в фокус волновой фронт имеет исходно сферическую форму, что приводит к концентрации энергии ультразвука в фокальной области. Диаметр фокальной области намного меньше диаметра излучателя и по порядку величины сравним с длиной волны ультразвука. Благодаря этой особенности интенсивность ультразвука в фокусе значительно превышает интенсивность на поверхности источника. Наряду с одноэлементными излучателями, фокусированные пучки могут создаваться более сложными по устройству и управлению многоэлементными излучателями (фазированными антенными решётками), которые здесь не рассматриваются.
Наибольшее распространение одноэлементные фокусирующие излучатели ультразвука получили в клинической и экспериментальной медицине. Обычно интенсивность на поверхности пьезокерамических излучателей ультразвука при длительной работе не превышает 10 Вт/см2, а при условии хорошего охлаждения излучателя — 20—40 Вт/см2. Рекордные значения интенсивности, полученные на поверхности пьезоэлектрических пластин в режиме непрерывного излучения, достигают 300 Вт/см2. В то же время при использовании современных фокусирующих систем, в том числе одноэлементных излучателей, не представляет затруднений получить в фокусе в сотни и тысячи раз большие интенсивности ультразвука и достичь уровней порядка тысяч и десятков тысяч ватт на 1 см2. Это позволяет при использовании определённых параметров ультразвукового воздействия вызывать неинвазивно в глубоких тканях организма разнообразные стимулирующие и терапевтические эффекты, а также создавать разрушения заранее заданного размера без повреждения окружающих тканей, что исключительно важно для медицины.

## История
Фокусирующие излучатели из кварца, поверхности которых была придана вогнутая форма, были впервые предложены в середине 1930-х годов. В 1942 г. один из первых подобных излучателей был использован в экспериментах на образцах печени и при воздействии фокусированным ультразвуком на структуры мозга животных через череп. Такие излучатели были не только дороги и сложны в изготовлении, но и не позволяли создать правильный синфазный волновой фронт вследствие зависимости пьезоэлектрических свойств кварца от направления. Поскольку электрическая ось кристалла образует в разных точках сферической поверхности разные углы с нормалью, излучаемая энергия неравномерно распределена по его поверхности. Поэтому из кварца невозможно сделать фокусирующий излучатель с большой кривизной поверхности.
Фокусирующие излучатели для применения в медицине, изготовленные в конце 1950-х годов, были выполнены на основе плоских кварцевых излучателей с фокусирующими линзами из пластмасс. В лаборатории проф. В. Фрая (англ. W. Fry), США использовалась конструкция, состоящая из четырёх фокусирующих излучателей, взаимное расположение которых регулировалось таким образом, чтобы фокальные области всех излучателей совпали друг с другом.
Существенный недостаток таких фокусирующих систем состоит не только в сложности конструкции, но и в том, что в фокусирующей линзе поглощается до 40 % излучаемой акустической энергии. Кроме того, из-за различия в акустическом импедансе линзы и среды распространения, часть энергии волны отражается от границ раздела и не фокусируется должным образом. Перегрев линз и, как следствие, их повреждение особенно сильно сказываются при высоких частотах и больших интенсивностях ультразвука. Несмотря на указанные недостатки, фокусировка с помощью линз активно используется в современных фокусирующих устройствах. Так, в ультразвуковых датчиках, используемых в медицинской диагностике, для задания области сканирования в виде тонкого слоя используются цилиндрические линзы. Фокусировка с помощью линзы используется в одной из конструкций электромагнитного ударноволнового литотриптера. С появлением трёхмерной печати изготовление акустических линз стало проще и поэтому можно ожидать их дальнейшего использования.

Другим методом создания фокусированных акустических полей является метод, основанный на отражении плоских или сферически расходящихся волн от вогнутых поверхностей. Исторически такой способ фокусировки начал широко использоваться в экстракорпоральной ударноволновой литотрипсии. Так, в электрогидравлических литотриптерах в качестве источника ударной волны используется электрический разряд в воде. Для фокусировки этого импульса на почечный камень используется металлический рефлектор, поверхность которого изготавливается в форме полуэллипсоида вращения. Электрический разряд производится в одном из фокусов эллипсоида, а мишень (почечный камень) устанавливается в другом фокусе. Сферически расходящийся мощный акустический импульс, возбуждаемый при электрическом разряде, превращается в фокусированную волну, сходящуюся во втором фокусе эллипсоида. Другой тип рефлектора используется в конструкции «электромагнитного» литотриптера, в которой импульсно возбуждаемая магнитным полем цилиндрическая мембрана создаёт цилиндрически расходящуюся волну. Эта волна направляется на рефлектор с профилем, образующемся при вращении параболы вокруг оси, проходящей через фокус и перпендикулярной оси параболы. При такой форме отражающей поверхности цилиндрическая волна сходится в фокусе параболы, который и наводится на почечный камень; похожий подход используется в конструкциях некоторых терапевтических ультразвуковых аппликаторов. 

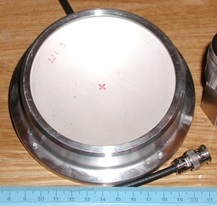
Внешний вид типичного одноэлементного пьезокерамического излучателя

 Недостатками использования рефлекторов для фокусировки ультразвука является громоздкость конструкции и потери, связанные с неидеальным отражением.
От недостатков, присущих акустическим линзам и рефлекторам, принцип работы которых фактически копирует классические оптические подходы, в существенной мере избавлены специфические для акустики сферические излучатели на основе вогнутых пластин из пьезокерамики, которые стали использовать для медицинских целей уже в конце 1960-х годов. С тех пор использование в качестве излучающего элемента вогнутых пластин из пьезокерамики стало общепринятым способом конструирования одноэлементных фокусирующих излучателей ультразвука. Кроме очевидных выгод в стоимости и технологии изготовления подобных излучателей, они более предпочтительны, поскольку направление пьезоэлектрических осей, создаваемое поляризацией, в каждой точке совпадает с направлением к центру кривизны.

## Методы расчёта акустических полей и основные соотношения
Вопросам теории звуковых фокусирующих систем посвящены работы ряда зарубежных исследователей. Большую роль в развитии теории и методов расчёта фокусирующих систем сыграли книги проф. Л. Д. Розенберга, а также работы его учеников (И. Н. Каневского, К. А. Наугольных, Е. В. Романенко, М. Г. Сиротюка). Ими определены критерии, позволяющие осуществлять рациональный выбор фокусирующих систем, изучены свойства фокальной области, исследована структура акустического поля и т. д. В монографиях Л. Д. Розенберга и И. Н. Каневского подведены итоги собственных исследований, а также обобщены результаты предшествовавших теоретических и экспериментальных работ отечественных и зарубежных авторов, занимавшихся проблемами фокусирования ультразвуковых волн. Вопросы применения фокусирующих излучателей ультразвука в медицине и физиологии обсуждены в ряде книг и обзоров.

Для расчёта акустических полей фокусирующих систем, в том числе сферических излучателей, часто применяется метод, основанный на использовании интеграла Рэлея. Суть этого метода состоит в том, что излучающая поверхность рассматривается как набор элементарных излучателей бесконечно малого размера, испускающих расходящиеся сферические волны. Тогда суммарное комплексное звуковое давление излучателя в каждой точке поля определяется как сумма вкладов, вносимых каждым элементарным излучателем. При расчётах интеграл Рэлея представляется приближённо в виде суммы вкладов от индивидуальных элементов, имеющих конечный размер. В качестве таких элементов чаще всего выбираются, например, маленькие квадратные излучатели, либо элементы в виде колец равной площади, на которые разбивается излучающая поверхность. В результате комплексная амплитуда акустического давления {\displaystyle p} фокусирующего излучателя, поверхность которого гармонически колеблется на частоте по закону {\displaystyle \sim \exp(-i2\pi ft)}, может быть найдена согласно выражению: 
 где {\displaystyle i} — мнимая единица, {\displaystyle \rho } — плотность ткани, {\displaystyle c} — скорость звука в ткани, {\displaystyle k=2\pi f/c} — волновое число, {\displaystyle v_{n}} — комплексная амплитуда нормальной компоненты колебательной скорости на поверхности {\displaystyle n}-го элементарного излучателя, {\displaystyle \Delta {}A_{n}} — площадь этого излучателя, {\displaystyle \alpha } — коэффициент затухания в ткани и {\displaystyle R_{n}} — расстояние от центра элементарного излучателя до точки, где рассчитывается поле.

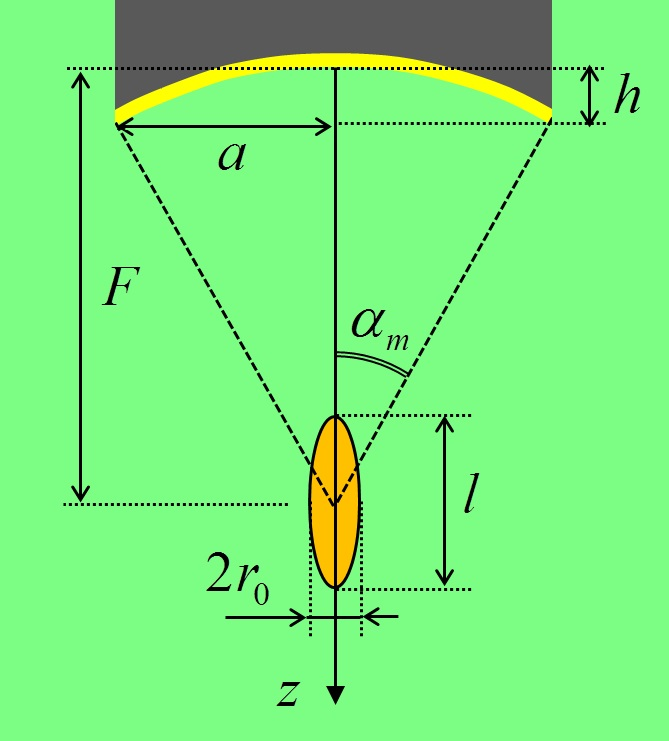
Геометрические параметры одноэлементного фокусирующего излучателя: — фокусное расстояние, — радиус излучателя, - глубина, — половина угла раскрытия, — радиус фокальной области, — длина фокальной области

Анимация фокусированного акустического поля, создаваемого одноэлементным источником. Цветом показаны значения акустического давления, нормированные на амплитуду волны в фокусе

В некоторых случаях интеграл Рэлея может использоваться в качестве аналитического метода расчёта акустических полей излучателей. Такой анализ, например, удаётся провести для практически важного излучателя, по форме представляющего собой часть равномерно колеблющейся по толщине сферической чаши. Основными геометрическими характеристиками в этом случае являются радиус апертуры {\displaystyle a} и фокусное расстояние {\displaystyle F}, а также зависящие от них глубина чаши {\displaystyle h=F(1-\cos \alpha _{m})} и половина угла раскрытия {\displaystyle \alpha _{m}=\mathrm {arcsin} (a/F)}. Для такого источника интеграл Рэлея даёт точное выражение для комплексной амплитуды акустического давления вдоль оси симметрии: 
 где {\displaystyle r} — поперечная координата, отсчитываемая от оси, {\displaystyle z} — расстояние вдоль оси от центра излучателя, {\displaystyle p_{0}=\rho cv_{0}} — характерная амплитуда волны на источнике, {\displaystyle v_{0}} — амплитуда колебательной скорости поверхности излучателя, {\displaystyle R_{\mathrm {max} }=F{\sqrt {1+(1-z/F)^{2}-2(1-z/F)\cos \alpha _{m}}}} — расстояние от точки наблюдения до края излучателя. Отсюда, в частности, следует выражение для коэффициента усиления {\displaystyle K_{p}=p_{F}/p_{0}=kF(1-\cos \alpha _{m})=kh}, где {\displaystyle p_{F}=p(0,F)} — амплитуда волны в фокусе.
Исследования акустических полей фокусирующих излучателей показывают, что через фокальную область в пределах основного дифракционного максимума при небольших углах {\displaystyle \alpha _{m}} идёт почти плоская волна. Поэтому при расчётах интенсивности звукового поля {\displaystyle I} в фокальной области обычно используют соотношение для плоской волны: {\displaystyle I=|p|^{2}/(2\rho c)}. Из выписанного выше выражения для амплитуды давления вытекает следующее приближённое выражение для осевой зависимости интенсивности волны в фокальной области:
 где {\displaystyle \mathrm {sinc} (x)=\sin x/x}, {\displaystyle I_{F}=K_{p}^{2}I_{0}} — интенсивность в фокусе, {\displaystyle I_{0}=p_{0}^{2}/(2\rho c)} — характерная интенсивность на поверхности излучателя. Кроме того, в фокальной плоскости {\displaystyle z=F} с хорошим приближением выражается и поперечный профиль интенсивности
где {\displaystyle J_{1}} — функция Бесселя первого рода первого порядка. Такое поперечное распределение интенсивности, имеющее вид круглого пятна с окружающими его дифракционными кольцами, известно в оптике под названием «диск Эйри».

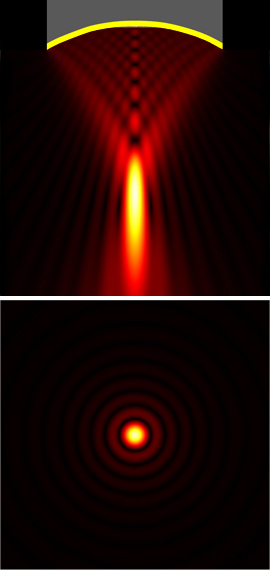
Характерные распределения амплитуды акустического давления в поле фокусирующего источника в плоскости, проходящей через ось симметрии (вверху) и в фокальной плоскости (внизу). Амплитуда возрастает при изменении цвета от чёрного, через красный и жёлтый, до белого

Максимальная интенсивность в центре фокальной области при не очень больших углах {\displaystyle \alpha _{m}} ({\displaystyle \alpha _{m}}<45°) может быть выражена через отношение площади источника {\displaystyle \pi a^{2}} и площади поперечного сечения фокальной области {\displaystyle \pi r_{0}^{2}} 
 Множитель 3,7 указывает на то, что интенсивность в центре фокальной области больше средней интенсивности по всей фокальной плоскости, а также учитывает, что через фокальное пятно проходит лишь 84 % фокусируемой энергии, а 16 % падает на долю вторичных, максимумов.

При не слишком малых углах раскрытия нужно учитывать, что коэффициент усиления по колебательной скорости {\displaystyle K_{v}} несколько отличается от коэффициента усиления по давлению: 
 из-за чего коэффициент усиления по интенсивности {\displaystyle K_{I}} также отличается от {\displaystyle K_{p}^{2}}: 
 Из полученных формул для распределения интенсивности следуют важные простые соотношения для размеров фокальной области: радиуса фокальной области {\displaystyle r_{0}=0,61\lambda F/a} и её длины {\displaystyle l=2\lambda /(1-\cos \alpha _{m})}, где {\displaystyle \lambda =c/f} — длина волны ультразвука. Оба эти параметра определены по ближайшим к фокусу нулям интенсивности. В качестве примера для излучателя с резонансной частотой 1 МГц, с радиусом и фокусным расстоянием соответственно 42,5 и 70 мм и углом раскрытия {\displaystyle 2\alpha _{m}}=75°, диаметр {\displaystyle 2r_{0}} и длина фокальной области {\displaystyle l} составляют соответственно 3 и 15 мм, а коэффициенты усиления по давлению и интенсивности {\displaystyle K_{p}}=60 и {\displaystyle K_{I}}=3255, соответственно.
Выписанные выше простые соотношения позволяют с приемлемой для практических целей точностью определять размеры фокальной области и коэффициенты усиления одноэлементных фокусирующих излучателей. В большинстве медицинских приложений фокусированного ультразвука, когда он используется для активного воздействия на среду, применяются излучатели, у которых диаметр приблизительно равен радиусу кривизны излучающей поверхности, то есть угол {\displaystyle \alpha _{m}} составляет приблизительно 30о. При этом длина фокальной области приблизительно в 5—6 раз больше её диаметра. Если угол {\displaystyle \alpha _{m}} составляет меньшую величину, то соотношение диаметра фокальной области к его длине уменьшается и тем самым ухудшается локальность воздействия на облучаемый объект.
При использовании источников больших волновых размеров встаёт вопрос о применимости интеграла Рэлея для расчёта полей, генерируемых фокусирующими излучателями. Другая проблема связана с ролью предположения о равномерности распределения колебательной скорости на поверхности фокусирующих излучателей, поскольку это условие почти никогда не выполняется при использовании реальных излучателей, изготовленных из пьезокерамики. Исследованию этих вопросов посвящена серия работ. Вкратце итоги этих исследований можно сформулировать следующим образом. Акустическое поле вогнутых пьезокерамических источников больших волновых размеров неправильно предсказывается широко используемой теоретической моделью, основанной на предположении о равномерном распределении скорости излучающей поверхности. Главной причиной указанного расхождения теории и эксперимента является неоднородный характер скорости колебаний поверхности излучателя из-за возникновения на краю пьезопластины волн Лэмба. Они распространяются от края к центру пластины и приводят к изменению амплитуды скорости колебаний более чем на 10 % (иногда намного больше) по сравнению с амплитудой толщинной моды колебаний пьезопластины. Эти ошибки отсутствуют в случае пьезокомпозитных источников.
Тем не менее, интеграл Рэлея, несмотря на его приближённый характер в случае неплоской излучающей поверхности, позволяет с высокой точностью предсказывать излучение вогнутого источника больших волновых размеров и поэтому может использоваться для расчёта полей фокусирующих источников при умеренных углах фокусировки. Величина дифракционной поправки к интегралу Рэлея может быть рассчитана на основе развитого численного алгоритма.
Более сложным для теоретического анализа является случай, когда фокусированная волна имеет настолько высокую интенсивность, что начинают проявляться и эффекты акустической нелинейности. Нелинейные режимы типичны для многих современных приложений фокусированного ультразвука в терапии. Упомянутый выше коэффициент линейного усиления по акустическому давлению {\displaystyle K_{p}} может достигать нескольких десятков и выше, что приводит к тому, что в некоторых системах ультразвуковой хирургии и литотрипсии пиковое акустическое давление в фокусе достигает нескольких десятков МПа, а интенсивность — уровней вплоть до 10000-30000 Вт/см2 . При таких высоких уровнях интенсивности акустическая волна начинает изменять свойства среды и поэтому распространяется не так, как волны малой амплитуды. В частности, исходный синусоидальный профиль начинает искажаться, и на некотором расстоянии волна может даже стать ударной. На спектральном языке такое искажение означает генерацию высокочастотных гармоник, которые, с одной стороны, более интенсивно поглощаются, а с другой — лучше фокусируются. Из-за этого с ростом амплитуды волны на источнике коэффициент усиления по интенсивности сначала растёт, а потом начинает уменьшаться. При дальнейшем росте амплитуды волны на источнике интенсивность в фокусе перестаёт увеличиваться, то есть наступает насыщение. Уровень насыщения по пиковому давлению {\displaystyle p_{sat}} может быть приближённо выражен аналитически и имеет порядок {\displaystyle p_{sat}\sim \rho c^{2}/\beta }, где {\displaystyle \beta } — параметр акустической нелинейности среды. Конкретная оценка уровня насыщения несколько отличается в случаях импульсных и гармонических источников. Более точный анализ, который позволяет уточнить аналитические оценки и описать все особенности фокусировки (искажение формы волны, появление ударных фронтов, различие коэффициентов усиления для пикового положительного и отрицательного давлений и т. д.), может быть выполнен с использованием численного моделирования.

## Конструкции

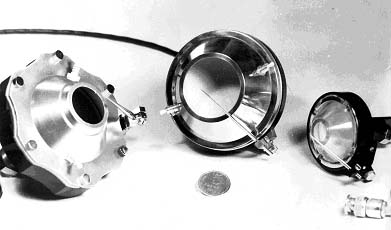
Фокусирующие излучатели, разработанные и изготовленные в Акустическом институте в 1970—1980-х гг.

Приведём описание конструкций сферических фокусирующих излучателей, разработанных в 1970—1980-х годах в Акустическом институте АН СССР (АКИН) для применения в медицине и физиологии. Как показал накопленный опыт, существенное, а иногда и решающее значение для медицинских применений фокусированного ультразвука имеет использование излучателей (и питающих их генераторов) с минимально возможными в каждом конкретном случае габаритами и весом. Особенно важную роль эти факторы играют при клиническом использовании фокусирующих излучателей.
В качестве излучающего элемента фокусирующих преобразователей, как правило, использовались пластины из пьезокерамики, представлявшие собой по форме часть сферической оболочки. Краткие технические характеристики типовых фокусирующих излучателей на основе вогнутых пьезокерамических пластин таковы: диаметр пластины 20—85 мм; фокусное расстояние 15—70 мм; угол {\displaystyle \alpha _{m}} 20—36°; резонансная частота из диапазона 0,5—3 МГц; толщина пластины 0,8—4 мм, в зависимости от частоты; площадь пластины 3—55 см2; диаметр фокальной области 1—6 мм, а её длина 5—23 мм, в зависимости от частоты. Максимальная акустическая мощность на пластине диаметром 85 мм составляла в непрерывном режиме 120 Вт, в импульсном режиме 800 Вт. Вес излучателей составлял от 150 до 400 г, что позволяло использовать для их контролируемого перемещения в трёх взаимно перпендикулярных направлениях микроманипулятор стандартного стереотаксического аппарата. На корпус излучателей надевались сменные конусы различной высоты, на выходное отверстие которых была натянута тонкая звукопрозрачная полиэтиленовая плёнка. Был предусмотрен съёмный указатель фокуса, кончик которого совмещён с центром фокальной области. Внутренний объём конуса между пьезокерамической пластиной и плёнкой заливался дегазированной водой.
В большинстве излучателей расстояние между срезом конуса и центром фокальной области было неизменно и задавалось условиями проведения эксперимента. В ряде конструкций фокусирующих излучателей это расстояние могло изменяться в требуемых пределах с помощью механического устройства, вмонтированного в корпус излучателя и осуществляющего перемещение пьезокерамической пластины относительно выходного отверстия конуса.
В случаях, когда требовались излучатели с большой активной поверхностью, которые трудно было изготовить из одной пьезокерамической пластины, использовались так называемые «мозаичные» излучатели, представляющие собой набор одиночных элементов, наклеенных на металлическую (например, алюминиевую) полуволновую оболочку в виде части сферы.
До середины 1990-х годов в качестве материала, из которого изготавливаются активные элементы фокусирующих излучателей, использовались различные модификации пьезокерамики, хорошо работающие на излучение (например, цирконат-титанат свинца и тому подобные). Однако затем были продемонстрированы существенные преимущества использования для этой цели пьезокомпозитных материалов. Так, широко распространённый композитный материал с типом связности 1—3 состоит из маленьких стержней цирконата-титаната свинца, находящихся в полимере небольшой плотности. Объёмная концентрация пьезокерамики составляет от 20 до 70 %, а акустический импеданс — приблизительно такую же долю от импеданса цирконата-титаната свинца. Считается, что этот материал станет в XXI веке преобладающим при разработке преобразователей медицинского назначения Среди его преимуществ не только сниженный импеданс, позволяющий добиться лучшего согласования с тканью, но и относительно слабые колебания материала в поперечном направлении.
Приведём параметры экстракорпоральных (то есть установленных вне тела человека или животного) фокусирующих излучателей, используемых в различных зарубежных исследовательских центрах, занимающихся применением фокусированного ультразвука в медицине. В Институте исследования рака, Королевский госпиталь Марсден, Саттон, Великобритания Institute of Cancer Research, The Royal Marsden Hospital, UK (проф. Г. тер Хаар и др.) наиболее часто применяется прототип фокусирующего излучателя для клинического использования. Излучатель выполнен на основе пьезоэлектрической керамики с основной частотой 0,57 МГц; работа осуществляется на третьей гармонике, то есть на частоте 1,7 МГц. Фокусное расстояние составляет 150 мм; полный диаметр 100 мм, а активная часть пластины 84 мм. Размеры фокальной области на уровне половины от максимальной интенсивности в фокусе таковы: длина 19 мм, диаметр 1,64 мм.
Группа французских исследователей (INSERM, Lyon, France; проф. Катиньоль, д-р Шаплон и др.) использует разнообразные сферические излучатели, в частности, излучатели с радиусом 100 мм, апертурой 100 мм, частотой приблизительно 1 МГц, изготовленные как из пьезокерамики (P1-60, Quartz et Silice, Nemours, France), так и из пьезокомпозита 1-3 (Imasonic Besancon, France).
В лаборатории терапевтического ультразвука в Бостоне Harvard Medical School, Brigham and Women's Hospital, Boston, USA также применяются разные сферические излучатели, в частности с диаметром 100 мм, фокусным расстоянием 80 или 100 мм и частотой 1,5 МГц, предназначенные для разрушения раковых опухолей под МРТ- контролем.
В лаборатории проф. Ч. Кейна University of Michigan, USA использовался фокусирующий излучатель диаметром 63,5 мм и с таким же фокусным расстоянием и с отверстием для диагностического датчика диаметром 13 мм. Частота ультразвука составляла 1,44 МГц, а максимальная электрическая мощность на согласованной нагрузке 120 Вт, что позволяло достигать пиковой интенсивности в фокальной области равной 2000 Вт/см2.
Широкое применение в ультразвуковой хирургии с помощью фокусированного ультразвука получили в последнее десятилетие фокусирующие системы, разработанные в Китае компанией HAIFU Technology Company, Chongqing University of Medical Sciences, Chongqing, China. Технические характеристики этих систем на основе одноэлементного преобразователя таковы: частота от 0,8 до 2,4 МГц, апертура 12-15 см, фокусное расстояние варьируется от 9 до 15 см за счёт использования шести сменных алюминиевых линз, пиковое значение интенсивности в фокусе, измеренное в воде в условиях свободного поля, составляет от 5 до 15 кВт/см2. В центре излучателя имелось отверстие для размещения диагностического преобразователя для визуализации опухолей и контроля над проведением хирургической операции в реальном времени.
Наряду с экстракорпоральными излучателями клиническое применение нашли также внутриполостные фокусирующие системы, предназначенные для хирургического лечения простаты. Ультразвуковой метод для этой цели основан на использовании вводимого трансректально одноэлементного фокусирующего преобразователя с фиксированным фокусным расстоянием, перемещаемого механически параллельно стенке прямой кишки. Наибольших успехов в разработке и клиническом использовании этого метода добились в настоящее время две исследовательские группы — в США и Франции. Первая из них (Focal Surgery Inc., Milpitas, Calif., USA) разработала прибор Sonablate для разрушения тканей простаты с помощью нескольких сменных, механически перемещаемых на расстояние до 45 мм, одноэлементных излучателей с частотой 4 MГц и с различными фокусными расстояниями (30, 35 и 40 мм). Вторая группа (TechnoMed, France) создала прибор Ablatherm, в котором одноэлементный фокусирующий излучатель диаметром 35 мм имел фокусное расстояние 35 мм и возбуждался на частоте 2,25 МГц.
В медицинских приложениях фокусированного ультразвука стали всё чаще применяться конструкции фокусирующих излучателей с отверстием на оси для того, чтобы устанавливать в нём датчик прибора для ультразвуковой визуализации среды. Следствием этого является уменьшение максимальной интенсивности в фокусе, а также некоторое сужение ширины области на уровне половины от максимальной интенсивности и удлинение такой же области в направлении акустической оси. Эти вопросы на количественном уровне обсуждаются, например, в работах.

## Применения
Основной областью применения фокусирующих излучателей ультразвука является медицина. Медицинским применениям фокусированного ультразвука посвящены сотни статей и несколько книг, смотрите также Фокусированный ультразвук высокой интенсивности в медицине.
Хотя ультразвук высокой интенсивности весьма широко применяется в промышленности, прежде всего для ультразвуковой очистки, фокусирующие излучатели в промышленности используются мало, вероятно, потому что в данном случае нечасто требуется осуществлять локальное воздействие на небольшой по объёму, заранее определённый участок среды. Тем не менее, фокусирующие излучатели нашли полезное применение для распыления жидкостей, увлажнения воздуха и создания аэрозолей. Фокусирующие излучатели ультразвука значительно меньшей интенсивности применяются в звуковидении, медицинской диагностике и при ультразвуковом неразрушающем контроле материалов, чтобы повысить звуковое давление и улучшить разрешающую способность в поперечном направлении.

## Достоинства и недостатки
Существенным достоинством одноэлементных фокусирующих преобразователей с поверхностью в виде части сферической оболочки является относительная простота их конструкции, изготовления и практического использования. Однако существенным недостатком подобных фокусирующих систем является их фиксированное фокусное расстояние. Так как объём фокальной области излучателя обычно значительно меньше того объёма среды, на который требуется воздействовать, то должны быть предусмотрены средства для удобного механического перемещения излучателя относительно объекта. Для этой цели могут быть использованы современные автоматизированные механические системы (позиционеры). Однако и здесь имеются свои сложности. Если размеры области ультразвукового воздействия достаточно велики, то использование излучателей с фиксированным фокусным расстоянием не всегда является наиболее удачным выбором, даже если для их перемещения используются автоматизированные механические системы. Значительно более широкие возможности здесь, безусловно, имеют ультразвуковые фазированные решётки.